# 林尚沃
林尚沃（1779年—1855年），朝鮮王朝平安道義州人，是朝鮮正祖至朝鮮憲宗時期的鉅富也是當時朝鮮唯一的「紅頂商人」，帶領旗下的灣商成為朝鮮第一商團。曾協助朝鮮王朝平定兩西大亂使朝鮮純祖破例提拔林尚沃成為官員，林尚沃生前並未留下任何龐大遺產，只留下二十元，其餘的財產全數捐獻給國家，可說是韓國商人之典範，所以至今仍是韓國人稱頌的對象。林尚沃也與中國的富商胡雪巖共享其名。

## 生平
林尚沃原本以考上譯官為志願，但由於科舉考試的黑暗讓他的夢想破碎，於是林尚沃就開始加入「灣商」(만상)，因為他天資聰穎加上漢語能力佳，使他32歲就成為灣商大房，並看重人蔘、貂皮的貿易，壟斷朝鮮八道以及對中國清朝的商業貿易，終於使義州灣商成為朝鮮第一商團。1811年兩西大亂爆發，林尚沃曾因为协助松商（开城商人）洪英秀违法与大清商人交易而受到审问，但后来因为代表灣商出資協助政府平亂，因而獲得純祖的認定破例賜予林尚沃三品的官階（當時非兩班出身的商人為中人階級，而只有兩班才可被授予朝廷官職）。此外，林尚沃也積極從善，他常常發送糧食給貧困的民眾，無論身分是如何，林尚沃都能一視同仁一樣地對待，加上他視「財上平如水，人中直似橫」，終於讓他成為朝鮮第一巨賈。
1855年林尚沃在自家中過世，生前只留下二十元，其餘土地、財產全數捐獻給國家，享年77歲，在當時堪稱長壽。

## 戲劇中的林尚沃
韓國電視劇《商道》，就是闡述林尚沃生平的一套電視劇。根據這套電視劇，林尚沃在灣商工作時受到洪得柱的影響成為「賺取人心」的商人，並貫徹「商道」排除萬難，最終成為朝鮮第一巨商，灣商也成為朝鮮第一商團。
林尚沃是朝鮮純祖時的義商，早期曾常住寺廟，其思想及行為受佛法的影響很大，是廣受當時商人尊敬的商界領袖。

## 爭議
中國商人爭議林尚沃所謂的《商道》，他們認為林尚沃只是靠著壟斷來造就他的事業，並認為林尚沃有官商勾結之嫌疑。
但是也有人替林尚沃緩頰，中國企業家雜誌社社長劉東華認為：「林尚沃生活在那個時代就有那個時代的常規，那時候的商人若想要成功，壟斷可能是唯一的方式。」

## 相關戲劇及著作
《商道》，崔仁浩著，2001年。
韓國文化廣播（MBC）電視台，《商道》，2002年。